# 貯金戦士キャッシュマン
『貯金戦士キャッシュマン』（貯金戦士 CASHMAN、ちょきんせんし キャッシュマン）は、鳥山明による日本の漫画作品。

## 概要
週刊少年ジャンプ増刊版の『ブイジャンプ』（集英社）創刊と共に掲載された作品であり、当時鳥山が子供と一緒にヒーロー番組を見ていて詳しくなったため、ヒーロー物として描かれた。
『ブイジャンプ』にて第1話が1990年12/12号に、第2話が1991年6/26号に、第3話が1991年11/27号に掲載された。短編集の『鳥山明○作劇場』VOL.3や『鳥山明 満漢全席 貮』に収録。
後に原作監修・鳥山明、脚本・小山高生、絵・中鶴勝祥としてリメイクされ『Vジャンプ』において1997年6月号より1998年12月号まで連載された。計17話。単行本は1巻のみで、『Vジャンプ』に掲載された14話から最終回まで含めた4話と下記のアニメの話は収録されていない。リメイク版のストーリーは大半が台詞や展開を変えて掲載されたオリジナルである。
1997年に行われたVジャンプフェスティバルにてアニメも公開され、後に応募者全員サービスのビデオにも収録。テレホンカードやソフビなどもグッズ化された。

## あらすじ
惑星ビレテジオンの刑事であるジオラが、凶悪な殺人犯を追って地球に不時着。地球人の警察官・チャパットをはねて死なせた挙句、燃料を失ってしまう。仕方なく、その地球人チャパットと融合し燃料である「ドルコーン」を探すことにする。しかしドルコーンは地球でいう金のことであり、しかも故郷に帰るために必要な量は地球のお金に換算して約17,000,000円分（リメイク版初期の設定では1500万イェンだったが、何度か値上がり）に及ぶのだった。ジオラはチャパットとして仕事をする傍ら、「貯金戦士キャッシュマン」と名乗り、有料での人助けを始める。

## 登場人物
貯金戦士キャッシュマン / ジオラ
主人公。惑星ビレテジオン出身の宇宙警察官。凶悪な殺人犯との死闘の末、宇宙船が破損されて燃料を失い地球へ不時着する。故郷帰還に必要なドルコーン（黄金）を集めるため、「貯金戦士キャッシュマン」と名乗り、正義を金で買うヒーローとなる。
普段は融合したチャパットの姿で活動しており、警察官であるチャパットの立場を利用して犯罪の現場を突き止め、急行する。その本当の姿は体毛が無く、「おかしなマスク」と形容される無機質な姿をしているが、プロテクター以外は素顔であり、表情の変化がはっきりと見て取れる。彼から見れば地球人こそ毛が生えていて気持ちの悪い種族らしい。「ショータイ!」と叫びながらベルトのボタンを押すことでキャッシュマンへと変身（本来の姿に戻る）する。その後、親指と人差し指を輪にしていわゆる「お金のサイン」を作った両手を胸の前で交差し、ポーズを決めて名乗りを上げる。逆にチャパットの姿に戻る場合は「ヘンシン!」と叫びベルトのボタンを押す。
素手でも高い戦闘能力を誇り、胸プロテクターのボタンを押すことで実体剣とダイヤルの付いたビーム銃を取り出すことができる。腕に付いている時計は、宇宙船をいつでも現在地に誘導することができる機能が装着されている。メカの修理もこなすことができ、宇宙船の破損箇所は自分で修理した。
チャパットと融合後は、チャパットの記憶から情報を探ることができ、この能力を駆使して何とか辻褄合わせをして別人であることがばれないように誤魔化している。
人助けの代金は基本料金が5,000円、相手がマシンガンを持っている場合は10,000円、最大限に足元を見ても200,000円で、その上、舞台であるスロープタウンには凶悪犯罪者が少ないため、日々の稼ぎは微々たるものである。そのため、17,000,000円に達する見込みは非常に薄く、1年間働いて稼いだ額は506,000円と絶望的な額であった。
性格はまじめで正義感が強いが堅物かつやや傲慢で、地球人を見下している節が見られる。また、前述の通り地球人を気持ちの悪い人種と考えているため、地球人に触られると露骨に拒絶反応を示して相手を突き飛ばしたり払いのけてしまう。そのため、軽薄なダメ警官だったチャパットとしての生活や、チャパットの女性関係などになじめず苦心していた。
苦境に陥っても不正な形で金を手に入れようとは考えておらず、栗山から強盗で得た金を山分けしようと持ち掛けられた時は一瞬迷ったが即座に栗山を殴って断っており、その後、栗山を気絶させた後はネコババしようとこれまた一瞬迷うが、機会があったのに結局１円も盗まなかった。また、リメイク版では、ビリーから地球一強いから銀行でも宝石店でも襲えば手っ取り早いのにと突っ込まれたことがあるが、「警官だから、落ちぶれても盗みなどできるか」と言ってビリーを殴ったことがある。
短編版では幸運が重なって星に帰ることができたが、リメイク版ではビリーとその家族を助けるためこれまで稼いだ金を全て進んで渡したため、星に帰ることができずこれからも故郷を目指して貯金するために犯罪を求めるところで完結した。
チャパット
スロープタウンの下っ端警察官。物語の冒頭で、家から出てきた時に不運にも地球へ不時着したジオラの宇宙船に跳ねられて死亡、その後、ジオラに融合されてその体を奪われる。生前はかなりの女たらしでグータラなダメ警官であり、調書すらまともに書かなかったらしい。
チャパットの肉体はすでに死んでいるため、ジオラが融合した状態で「チャパットの心臓」を撃ち抜かれても生命に支障は無い。
最終話ラストにてジオラから解放され、チャパットとしては生き返ったが融合時の記憶はない模様（首をひねっている描写がある）。
リメイク版では顔がよく似た母親が登場し、生前は母親に金をせびっていたらしい。父親はすでに亡くなっている。
シャンプル
チャパットの生前付き合っていた恋人。名前はリメイク版で判明。アイスクリーム屋でバイトしている。派手で遊び好きで、金をねだったこともある。アニメでは、彼女の浪費が過ぎたため貯金はゼロになった。
チャパットがジオラと融合して真面目になったため以前とはまるで別人と思っているが、最後まで中身は別人とは気づかなかった。
オビデ、レオステ
凶悪殺人犯コンビの宇宙人。ジオラの宇宙船を撃墜した張本人で、逃げ果せた後に地球に不時着し、弱い地球人を相手に略奪行為を行っていたが、キャッシュマンとなったジオラにあっさり始末された（キャッシュマン曰く「白兵戦ならばきさまごときに銃も剣もいらん」）。原作では名前が付いていないが、Vジャンプフェスタのアニメ版やリメイク版では「オビデ」「レオステ」という名前で登場しており、原作ほど凶悪な性格ではなくなっている。レーザー銃と鎧を装備しているのが兄貴分のオビデ、剣を携えているのが弟分のレオステ。アニメ版では銀河系で指名手配中の宇宙モンスターという設定。リメイク版では地球人に変装している描写もあり、その姿で強盗したらしい。その後、盗んだ金や宝石はキャッシャマンが彼らを逮捕して全て返品した。
デビルキッズ
世界一凶暴で世界一強い小学生。背の低いリーダー格の少年と大男の2人組。シャンプルと嫌々デート中だったチャパット（キャッシュマン）の心臓を銃で撃ち、「エッチなこと」を目的にシャンプルを車で誘拐する。しかしキャッシュマンにより大男はあっさり倒され、リーダー格も蹴りで車を破壊するほどの実力を見せるが世界一強い大人であるキャッシュマンには及ばず、パンチで道路に大穴を開けるほどの威力を見て戦意を喪失する。
栗山和男（くりやま かずお）
自称「世界一の悪人」。肥満体の男。10億円強盗犯。
キャッシュマンに対抗するべく巨費を投じて作らせた「マシンスーツ」に身を包んでおり、岩山をへし折るほどのすさまじい高火力のビーム砲と重厚な装甲を自称に違わぬ強さを誇る。キャッシュマンの油断もあり序盤は苦戦させるが、宇宙の強敵たちと何度も対決してきたキャッシュマンにはかなわず、最後はあっさり敗北する。
ビリー
リメイク版に登場する金髪の少年。二話目にキャッシュマンの正体がチャパットだと知ると、無理やり同居する。以降はキャッシュマンの相棒として行動を共にしサポート役に回ったりしている。実は家出人で、両親が事業に失敗したため一緒にいる機会がなく、そのため寂しさを感じて家出した。その後終盤に両親が登場し、キャッシュマンのおかげもあって再び両親と一緒になり、彼が去って貯金が再びゼロになったところで物語は幕を閉じた。

## 関連書籍
- 『鳥山明○作劇場 VOL.3』集英社、1997年8月 ISBN 4088720539
- 『鳥山明○作劇場改傑作短編集 其之参』集英社、2004年6月 ISBN 4081066922
- 『鳥山明 満漢全席 貮』集英社、2008年9月 ISBN 4086187736

### リメイク
- 原作・監修：鳥山明、脚本：小山高生、作画：中鶴勝祥『貯金戦士キャッシュマン credit 1』集英社、1998年7月 ISBN 4088725867

## アニメ

### キャスト
- キャッシュマン、チャパット - 山寺宏一
- シャンプル - 深見梨加
- レオステ - 島田敏
- オビデ - 檜山修之
- 警察署長 - 西松和彦
- プラッツ - 金光宣明
- ピンキー - 天神有海

### スタッフ
- 原作 - 鳥山明
- 監督 - 門田英彦
- アニメーション制作 - 東映動画
- プロデューサー - 位下博一（読売広告社）、森下孝三（東映動画）、吉田竜也（東映動画）
- 脚本 - 小山高生
- 作画監督 - 宮原直樹
- 美術監督 - 東潤一
- 絵コンテ - 横山健次
- 編集 - 片桐公一
- 製作・著作 - 集英社

### ソフト化
- 『Vジャンプフェスティバル'97ビデオ』集英社、1997年

「Vフェスオリジナルアニメ 貯金戦士キャッシュマン」が収録された応募者全員サービスのVHSビデオ。